# Cursus honorum
Cursus honorum (latin "hedersuppdragens väg") kallades den traditionella och delvis lagstadgade befordringsgången för ämbetsmän i den romerska republiken. I karriärstegen ingick både civil och militär tjänstgöring och det fanns åldersgränser för de olika ämbetena, som tillsattes genom val och var oavlönade. Det fanns också regler som slog fast att det måste gå en viss tid innan man fick ställa upp i valet till ett ämbete som man redan haft. Exempel på ämbeten som ingick i cursus honorum var edil, kvestor och konsul.